# Rio Bauru
Rio Bauru är ett vattendrag i Brasilien.   Det ligger i delstaten São Paulo, i den södra delen av landet, 700 km söder om huvudstaden Brasília.
Omgivningarna runt Rio Bauru är huvudsakligen savann. Runt Rio Bauru är det ganska glesbefolkat, med 28 invånare per kvadratkilometer.